# (15905) Berthier
(15905) Berthier est un astéroïde de la ceinture principale.

## Description
(15905) Berthier est un astéroïde de la ceinture principale. Il fut découvert le 27 septembre 1997 à Caussols par le projet ODAS. Il présente une orbite caractérisée par un demi-grand axe de 2,53 UA, une excentricité de 0,18 et une inclinaison de 7,8° par rapport à l'écliptique.

## Compléments